# Кумертауська ТЕЦ
Кумертауська ТЕЦ — теплова електростанція у Башкортостані. На момент запуску була відома як Єрмолаєвська ТЕЦ.
Між 1954 та 1965 роками на станції ввели в дію п'ять парових турбін. Відомо, що турбіни зі станційними номерами 1 та 5 були постачені Ленінградським металічним заводом, при цьому турбіна № 1 належала до типу ПТ-25-90 і мала потужність 25 МВт, а турбіна № 5 належала до типу ПТ-60-90/13 та мала потужність у 60 МВт. Що стосується трьох інших турбін, то всі вони належали до категорії «Р», тобто турбін із протитиском (також відомо, що в 2000 році турбіну № 2 передали на Уфімську ТЕЦ-3, за якою рахується запущена в 2002-му турбіна типу Р-20-90 потужністю 20 МВт). В 1970-му станція отримала шосту турбіну, знову від Ленінградського металічного заводу типу ПТ-60-90/13 з потужністю 60 МВт, що довело загальний показник станції до 195 МВт.
Роботу турбін забезпечували дев'ять парових котлів загальною продуктивністю 1780 тонн пари на годину, з яких чотири встановлені у 1970, 1972, 1974 та 1979 роках належали до типу ТП-14А (Е-220-100) з продуктивністю по 220 тонн пари на годину.
В 2000 році окрім зазначеної вище передачі на Уфімську ТЕЦ-3 турбіни № 2 також вивели з експлуатації турбіни № 3 та № 4, а в 2012-му вивели турбіну № 1. Зі складу котельного господарства вибули вже п'ять котлів — в 2011-му демонтовані № 1 та № 2, в 2011-му списаний котел № 5, в 2012 та 2014 роках виведені з експлуатації котли № 4 та № 3 відповідно.
Таким чином, станом на середину 2010-х ТЕЦ мала дві турбіни та чотири котли, що забезпечувало електричну потужність у 120 МВт та теплову потужність у 328 Гкал/год.
ТЕЦ спорудили в комплексі з Кумертауським буровугільним розрізом і до його закриття у 2000 році станція спожила 44 млн тонн видобутого тут вугілля. Наразі ТЕЦ спалює вугілля Тюльганського родовища (Оренбурзька область), яке вирізняється низькою якістю. При цьому ще в 1960-х роках вона отримала можливість спалювати природний газ, який на той час видобували в околицях самого Кумертау. Надалі подача блакитного палива стала можливою з південного (Оренбург — Канчурінське) та північного (Ішимбай — Кумертау, Поляна – Канчурінське) напрямків.
Видача продукції відбувається по ЛЕП, що працюють під напругою 220 кВ, 110 кВ та 35 кВ.